# Rittershoffen
Rittershoffen é uma comuna francesa na região administrativa de Grande Leste, no departamento Baixo Reno. Estende-se por uma área de 12,13 km². Em 2010 a comuna tinha 926 habitantes (densidade: 76,3 hab./km²).